# Megaselia congrua
Megaselia congrua är en tvåvingeart som beskrevs av Schmitz 1926. Megaselia congrua ingår i släktet Megaselia och familjen puckelflugor.
Artens utbredningsområde är Taiwan. Inga underarter finns listade i Catalogue of Life.